# Беранци
Беранци (на македонска литературна норма: Беранци) е село в южната част на Северна Македония, в община Могила.

## География
Селото е разположено в областта Пелагония, северно от град Битоля. От запад на селото е рида Древеник, като на изток се разстила землището на селото в Пелагония, общинският център село Могила се намира в съседство на юг.

## История
Източно от селото е археологическият обект от Желязната епоха Висои (Църквище).
В XIX век Беранци е изцяло българско село в Битолска кааза на Османската империя. Църквата в селото „Свети Атанасий“ е изградена в 1878 година.
Според статистиката на Васил Кънчов („Македония. Етнография и статистика“) от 1900 година Беранци има 540 жители, всички българи християни.
На Етнографската карта на Битолския вилает на Картографския институт в София от 1901 година Беранци е чисто българско село в Битолската каза на Битолския санджак с 57 къщи.
Според Никола Киров („Крушово и борбите му за свобода“) към 1901 година Беранци има 40 български къщи.
В началото на XX век българското население на селото е под върховенството на Българската екзархия. По данни на секретаря на екзархията Димитър Мишев („La Macédoine et sa Population Chrétienne“) през 1905 година в Беранци има 432 българи екзархисти. При избухването на Балканската война седем души от Беранци са доброволци в Македоно-одринското опълчение.
По време на Първата световна война Беранци е част от Иваневска община и има 534 жители. По време на войната край Беранци загиват над 120 български войници, които са погребани в полково гробище край селото, където има и 4-метров мраморен паметник.
| Година    | 1948 | 1953 | 1961 | 1971 | 1981 | 1991 | 1994 | 2002 |
| --------- | ---- | ---- | ---- | ---- | ---- | ---- | ---- | ---- |
| Население | 647  | 941  | 1227 | 1216 | 1264 | 707  | 478  | 445  |

Според преброяването от 2002 година селото има 445 жители, всички северномакедонци.
| Националност     | Всичко |
| северномакедонци | 445    |
| албанци          | 0      |
| турци            | 0      |
| цигани           | 0      |
| власи            | 0      |
| сърби            | 0      |
| бошняци          | 0      |
| други            | 0      |

## Личности
Родени в Беранци
- Веле Мачкаров, битолски селски войвода на ВМОРО, участвал в отбраната на Крушевската република с отряда на Питу Гули[11][12]
- Димитър Берански (? - 1906), български революционер от ВМОРО, четник на Велко Велков - Скочивирчето
- Петре Дундар (? – 1635), български хайдутин

Починали в Беранци
- Васил Атанасов Дончев, български военен деец, майор, загинал през Първата световна война[13]